# Honour Janza
Honour Janza zambiai labdarúgóedző, aki jelenleg a zambiai nemzeti csapat edzője.